# Atemstütze
Atemstütze (italienisch appoggio) bezeichnet beim Gesang oder beim Spielen eines Blasinstruments die gesteuerte Atemtechnik. Der Begriff wird sehr unterschiedlich verstanden, da die unterschiedlichen Musikinstrumente und die menschliche Stimme verschiedene Atemtechniken erfordern. Generell handelt es sich jedoch immer um eine bewusst muskulär geführte Ausatmungstechnik, die letztlich dazu führt, dass der Ton in der gewünschten Art erklingt. Bei der Atemstütze werden in der Regel mehr Muskelgruppen (Bauch-, Brust- und Rückenmuskulatur) aktiv betätigt als bei der normalen Atmung, und sie ist eine wesentliche Voraussetzung für den korrekten Stimmansatz.
Der Akustiker Fritz Winckel definierte die Stütze (bezogen auf den Gesang) wie folgt:

„Stütze ist der Halt, den die Einatmungsmuskulatur dem Zusammensinken des Atembehälters entgegensetzt. Die Stütze dient dazu, den zur Phonation notwendigen subglottischen Druck auf den kritischen Druck (optimaler Betriebsdruck) zu reduzieren.“

## Atemtechnik
Dem Menschen stehen die beiden nachfolgend beschriebenen Arten der Atmung zur Verfügung: Brustatmung und Bauchatmung. Physiologisch empfiehlt sich die sogenannte Costo-Abdominalatmung, eine Kombination aus Brust- und Bauchatmung.

### Brustatmung
Die Brustatmung erfolgt mit der Zwischenrippenmuskulatur. Kontraktion der äußeren Zwischenrippenmuskeln führt zur Erweiterung, ihre Entspannung zur Einengung des Brustkorbes, Kontraktion der inneren Zwischenrippenmuskeln führt zur Einengung, ihre Entspannung zur Erweiterung des Brustkorbes. Zusätzlich, z. B. bei Erschöpfung, können weitere Brust- und Halsmuskeln zur Atmung eingesetzt werden, so z. B. die Musculi scaleni oder, nach Aufstützen (Fixierung) der Arme, der Musculus serratus anterior.

### Bauchatmung
Die Bauchatmung arbeitet auf Grundlage des Zwerchfells, einer Muskelplatte, die Brust- und Bauchraum trennt – und durch deren Anspannung sich die Lunge in Richtung Bauchhöhle ausdehnen kann.

## Stützvorgang
Der sorgsamen Pflege der Atemstütze kommt eine besondere Bedeutung zu. Durch sie wird der Luftstrom so verdichtet, dass er den nötigen Innendruck erhält, um als „erregende Kraft“ die Stimmlippen zum Widerstand zu veranlassen und sie einwandfrei zur Funktion zu bringen. Die richtige Atemstütze beruht auf einem gelösten Wechselspiel zwischen tiefgestelltem Zwerchfell und leicht gehobener Brustmuskulatur (aus diesem Grunde unterscheidet man auch die Zwerchfellstütze von der Bruststütze). Die normale Ruheatmung stellt eine Kombination aus beiden Atemlagen (Brust- und Bauchatmung) dar, wobei die jeweilige Ausprägung von Geschlecht, Lebensalter, körperlichem Zustand, Konstitution und Gewohnheit abhängt. Bei willkürlicher Tiefatmung wird ein großer Teil des Lungenvolumens ausgeschöpft – beim Sprechen muss jedoch der Luftstrom durch die Artikulation immer wieder unterbrochen werden und dadurch kann die gesamte Luftkapazität nicht unmittelbar genutzt werden.

## Häufige Atemfehler und Missverständnisse
Die häufigsten Atemfehler sind
- übermäßiger Einsatz von Ausatemhilfsmuskulatur (zum Beispiel Bauchmuskeln – „Bauchpresse“)
- häufiger Gebrauch des exspiratorischen Reservevolumens („Überziehen“ des Ausatembogens)
- zu kurzes beziehungsweise zu flaches Atmen,
- unruhige Atemgebung,
- schlechte Atembalance und
- fehlendes Appoggio (Stütze).

Der Begriff „Stütze“ verleitet gegebenenfalls zur Vorstellung von etwas allzu Festem. Deshalb empfiehlt sich der konkretere Begriff „Atemrückhaltekraft“ (siehe oben Zitat von Fritz Winckel). Fritz Winckels Definition und auch der Begriff „Atemrückhaltekraft“ hingegen beschreiben weniger missverständlich, dass es sich beim Appoggio um ein Dosieren der Ausatmung hauptsächlich mittels der Einatemmuskulatur handelt.